# Lijst van Namenaars
Dit is een chronologische lijst van Namenaars. Het gaat om personen uit de Belgische stad Namen.

## Geboren
- Henri Libert (1574-1655), edelsmid
- Denis-Georges Bayar (1690-1774), beeldhouwer en architect
- Jean-Lambert Obin (1699-1750), advocaat en baron in de Oostenrijkse Nederlanden
- Sébastien Zoude (1707-1779), richtte als eerste een kristalfabriek op in de Nederlanden
- Carel Diederik du Moulin (1727-1793), militair en vestingbouwer
- Marie-Thérèse Pinaut  alias Jeanne de Bellem (1734-1793), prominent figuur in de Brabantse Omwenteling en tijdens de Verenigde Nederlandse Staten
- Napoléon Beaulieu (1805-1872), Belgisch diplomaat, kolonel en baron
- François Dunkler jr. (1816-1878), Nederlands componist en dirigent
- Jules Borgnet (1817-1872), archivaris en Naams historicus
- Willem Seymour Mulder (1820-1896), Drents schrijver
- Joseph Quinaux (1822-1895), romantisch landschapsschilder
- Félicien Rops (1833-1898), kunstschilder, graficus en karikaturist
- Franz Kegeljan (1847-1921), kunstschilder
- Alexandre Delcommune (1855-1922, Belgische ontdekkingsreiziger en pionier van Kongo-Vrijstaat
- Modeste Terwagne (1864 - 1945), politicus
- Félix Rousseau (1887-1981), archivaris en historicus
- François Bovesse (1890-1944), liberaal minister en gouverneur van Namen
- Henri Michaux (1899-1984), schrijver en schilder
- Arthur Fontaine (1911-2002), atleet
- Théo Mathy (1924-2007), sportjournalist en tv-presentator
- Francy Boland (1929-2005), jazzmusicus
- Evelyne Axell (1935-1972), kunstschilder, actrice en tv-presentatrice
- Jacques Lambinon (1936-2015), botanicus
- Jean-Claude Pirotte (1939-2014), dichter en schilder
- Philippe Kirsch (1947), Canadees diplomaat en rechter
- Béatrice Delvaux (1960), journaliste (Le Soir)
- Benoît Poelvoorde (1964), acteur
- Rémy Belvaux (1967-2006), acteur, producer, regisseur en scenarioschrijver
- Cécile de France (1975), actrice
- Charles Michel (1975), premier van België
- Ludovic Capelle (1976), wielrenner
- Christophe Rochus (1978), tennisser
- Olivier Rochus (1981), tennisser
- Julie Taton (1983), Miss België
- Lindon Selahi (1999), voetballer
- Barry Baltus (2004), motorcoureur

## Overleden
- Ferdinand Marinus (1808-1890), landschapsschilder
- Josephine van België (1872-1958), prinses van België